# Lean on Me (película)
Lean on Me (Escuela de rebeldes en España o Apóyate en mí en Hispanoamérica) es una película biográfica de 1989 escrita por Michael Schiffer, dirigida por John G. Avildsen y protagonizada por Morgan Freeman. La película cuenta la historia de Joe Louis Clark, un rector del instituto de Paterson en Nueva Jersey, cuya escuela está en riesgo de ser tomada por el gobierno estatal de Nueva Jersey a no ser que los estudiantes mejoren sus puntuaciones. 
Esta película está basada en la historia real de Joe Clark, un director de escuela que se hizo popular por sus peculiares métodos educativos. También hay que añadir que partes de la película, incluyendo las escenas escolares elementales, fueron filmadas en Franklin Lakes, Nueva Jersey y el título de esta película refiere a la canción de 1972 de Bill Withers del mismo nombre.

## Argumento
Una escuela de Nueva Jersey, que era en el pasado buena y respetada, se ha convertido con los años más y más en un lugar violento y caótico, donde no se puede estudiar y donde las bandas criminales lo están controlando y destruyendo todo a causa de la incompetencia y corrupción en el lugar. 
Entonces una nueva ley se introduce en Nueva Jersey, que dicta, que una escuela debe tener un 75% de alumnos que apruebe los conocimientos básicos en un correspondiente examen. La escuela que no pueda cumplir ese requisito debe ser sino asumida por el estado. Solo un 33 % lo ha aprobado en esa escuela. Para evitar ese acontecimiento se decide contratar a Joey Clarke como rector, antiguo profesor del lugar y profeta de lo que iba a ocurrir en esa escuela. Fue recomendado por Dr. Frank Napier, un colega suyo, que fue también profesor de la escuela y que ahora es superintendente.
Él recibe el encargo de restablecer el orden en el colegio y conseguir el objetivo del 75% en un año para que vuelva a ser reconocida como un centro de estudios por parte del estado y para que no sea asumida por el. Las dificultades son en cualquier aspecto enormes, pero está decidido a cumplir con el objetivo y recibe poderes especiales para ello. 
Sin embargo también encuentra gran resistencia de la alcaldía, de criminales e incluso de padres, pero al final consigue su meta y se convierte de forma duradera en el rector de la escuela.

## Reparto
- Morgan Freeman como Joe Luise Clarke.
- Beverly Todd como Sra. Joan Levias.
- Alan North como Mayor Don Bottman.
- Robert Guillaume como Dr. Frank Napier
- Ethan Phillips como Sr. Rosenberg
- Lynne Thigpen como Leonna Barrett.
- Robin Bartlett como Sra. Elliott
- Michael Beach como Sr. Larry Darnell.
- Sandra Reaves-Phillips como Sra. Powers
- Tony Todd como William Wright, Jefe de Seguridad.
- Sloane Shelton como Sra. Hamilton
- Jermaine 'Huggy' Hopkins como Thomas Sams
- Karen Malina White como Kaneesha Carter.
- Karina Arroyave como Maria.
- Michael P. Moran como Sr. Ed O'Malley
- Ivonne Coll como Sr. Santos
- Regina Taylor como Sra. Carter

## Recepción
El film funcionó correctamente en la taquilla estadounidense, donde se estrenó el 3 de marzo de 1989, pero en algunos países como España fue estrenada directamente en vídeo. Según FullTVGuide, la película es muy buena, en la que lograron contar una buena historia y mantener al espectador en su butaca.

## Premios
- Premio LAFCA (segundo lugar) (1989)
- 1 Premio Young Artist (1990)
- 3 Nominaciones Young Artist (1990)
- 2 Premios Imagen (1991)[4]